# SPIE (Unternehmen)
SPIE ist ein börsennotiertes Unternehmen und bietet technische Dienstleistungen für Gebäude, Anlagen und Infrastrukturen an. Der Hauptsitz befindet sich in Cergy-Pontoise bei Paris.

## Geschichte
Das Unternehmen wurde 1900 von Édouard Empain als Société parisienne pour l'industrie des chemins de fer et des tramways électriques (SPIE) gegründet, um die elektrische Ausrüstung der Métro Paris zu liefern. Die deutsche Übersetzung des Firmennamens war in etwa Pariser Gesellschaft für die Industrie der elektrischen Eisen- und Straßenbahnen.
Im Jahr 1968 fusionierte Spie mit dem Baukonzern Société de Construction des Batignolles zu Spie Batignolles. Nach der Übernahme von Schneider Electric durch Édouard-Jean Empain, einen Enkel von Édouard Empain, wurde Spie Batignolles mit Schneider in der Empain-Schneider Gruppe vereinigt. Mit dem Verkauf aller Unternehmensanteile der Familie Empains an die Paribas-Bank 1981 wurde eine Restrukturierung des Konzerns eingeleitet, in deren Folge der Konzernname in Schneider geändert wurde. Spie Batignolles blieb jedoch Tochter von Schneider. Im Jahr 1997 wurde Spie aus dem Schneider-Konzern ausgegliedert und agierte fortan eigenständig.
Die Übernahme durch den britischen Anlagenbauer Amec 2003 machte Spie unter dem Namen Amec Spie zur kontinentaleuropäischen Vertretung Amecs. Im selben Jahr wurde das Geschäft mit konventionellen Bautätigkeiten, Spie Batignolles, von leitenden Angestellten aus dem Konzern ausgegründet. 2006 wurde Spie an die Beteiligungsgesellschaft PAI partners verkauft. Diese veräußerte Spie 2015 an das Private-Equity-Unternehmen Clayton, Dubilier & Rice weiter.
2015 wurde SPIE in Paris an die Börse gebracht. Hauptaktionäre von SPIE sind der kanadische Infrastrukturinvestor CDPQ mit einem Anteil von 11,9 %, die Beteiligungsgesellschaft FFP mit 5,4 % und Mitarbeitende von SPIE (über Mitarbeiterbeteiligungsprogramme) mit 8,3 % (Stand 31. Dezember 2019).

## Dienstleistungen

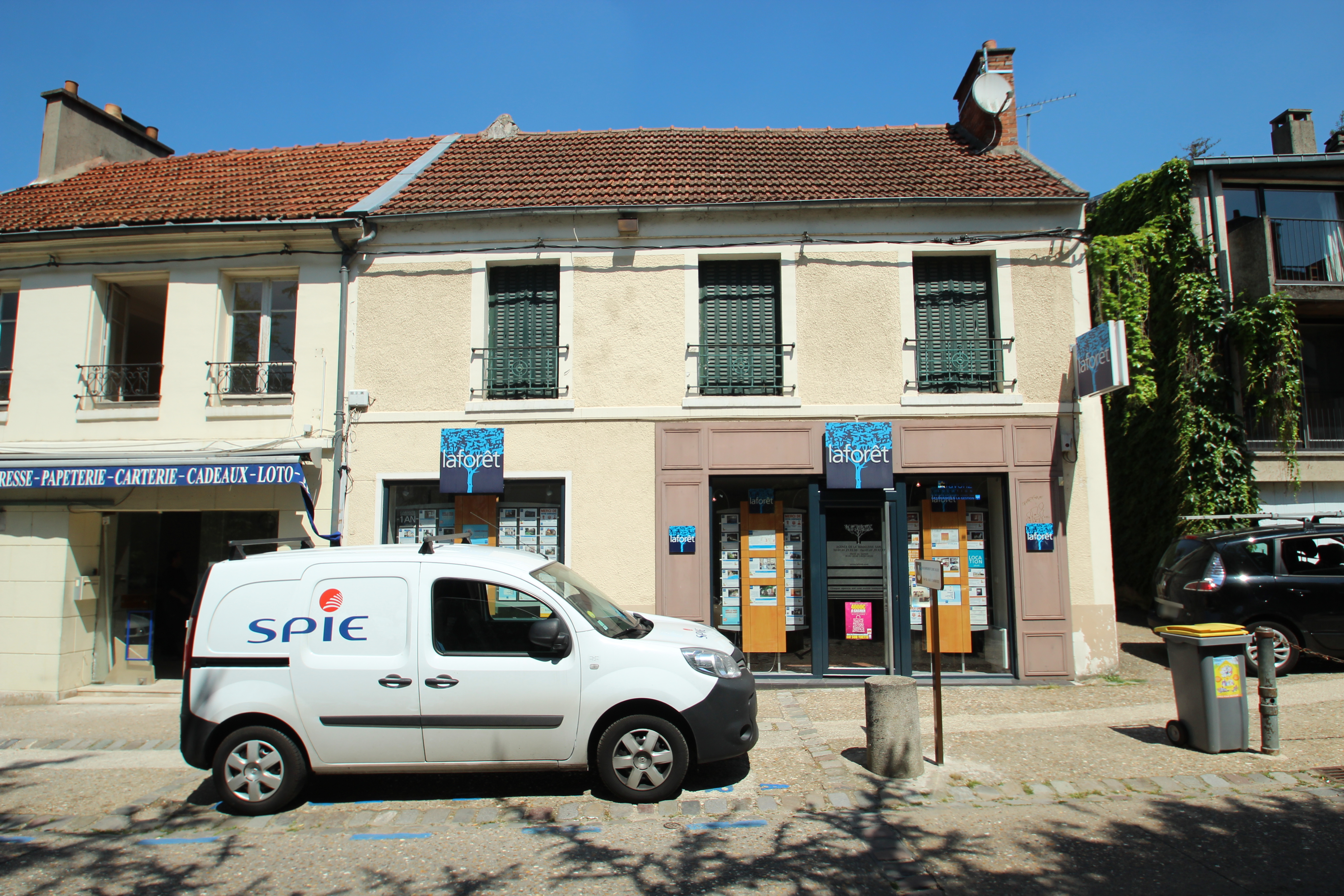
Fahrzeug von SPIE in Gif-sur-Yvette

Das Unternehmen bietet technische Dienstleistungen rund um die Planung, Errichtung, Betrieb und Instandhaltung im Rahmen der Energiewende sowie der digitalen Transformation seiner Kunden. Die SPIE Gruppe bündelt die Aktivitäten in:
- Dienstleistungen in der Mechanik und Elektrotechnik
- Dienstleistungen für Informationstechnik und Kommunikationstechnik
- Technisches Facility Management
- Energieübertragungs- und Verteilungsnetzdienstleistungen

## Unternehmensstruktur
SPIE hat das operative Geschäft mit Fokus auf die Länder strukturiert, in welchen das Unternehmen tätig ist. Die jeweiligen Managing Directors der Länder sind neben den Vertretern der Funktionen Teil des Executive Committees.
- SPIE France verantwortet die Aktivitäten in Frankreich.
- SPIE Central Europe verantwortet die Aktivitäten in Polen, der Slowakei, Tschechien und Ungarn.
- SPIE Germany Switzerland Austria verantwortet die Aktivitäten in Deutschland, Österreich und Schweiz.
- SPIE UK verantwortet die Aktivitäten in Großbritannien.
- SPIE Nederland verantwortet die Aktivitäten in den Niederlanden.
- SPIE Belgium verantwortet die Aktivitäten in Belgien und Luxemburg.
- SPIE Oil & Gas verantwortet das weltweite Öl- und Gas-Geschäft.

Die Reporting-Segmente sind dabei in vier Bereiche gebündelt:
- France: 38 Prozent des Umsatzes 2021 (umfasst den Hauptteil des Geschäfts von SPIE France)
- Germany and Central Europe: 36 Prozent des Umsatzes 2021 (umfasst das Geschäft von SPIE Deutschland & Zentraleuropa und SPIE Switzerland)
- North-Western Europe: 19 Prozent des Umsatzes 2021 (umfasst das Geschäft von SPIE UK, SPIE Nederland und SPIE Belgium)
- Oil & Gas and Nuclear: 7 Prozent des Umsatzes 2021 (umfasst das Geschäft von SPIE Oil & Gas und ein Teil von SPIE France)